# Episodi de I Simpson (quinta stagione)
La quinta stagione de I Simpson (serie di produzione 1F) è andata in onda negli Stati Uniti dal 30 settembre 1993 al 19 maggio 1994.
La stagione contiene due episodi delle serie di produzione 9F, relativa alla precedente stagione.
In Italia è stata trasmessa per la prima volta su Canale 5 fra il dicembre del 1994 e il maggio del 1995; quattro episodi sono andati in onda tra settembre e l'ottobre del 1995.
L'episodio Il direttore in grigioverde è il 100º della serie.
Dal 21 marzo 2005 è in vendita il cofanetto contenente la quinta stagione completa.
| N° | Codice di produzione | N° Italia | Titolo italiano                   | Titolo originale                                                             | Prima TV USA      | Prima TV Italia   |
| -- | -------------------- | --------- | --------------------------------- | ---------------------------------------------------------------------------- | ----------------- | ----------------- |
| 1  | 9F21                 | 1         | Il quartetto vocale di Homer      | Homer's Barbershop Quartet                                                   | 30 settembre 1993 | 4 dicembre 1994   |
| 2  | 9F22                 | 2         | Il promontorio della paura        | Cape Feare                                                                   | 7 ottobre 1993    | 11 dicembre 1994  |
| 6  | 1F02                 | 4         | Homer va all'università           | Homer Goes to College                                                        | 2 novembre 1993   | 5 febbraio 1995   |
| 4  | 1F01                 | 3         | L'orsetto del cuore               | Rosebud                                                                      | 19 ottobre 1993   | 29 gennaio 1995   |
| 5  | 1F04                 | 6         | La paura fa novanta IV            | Treehouse of Horror IV                                                       | 28 ottobre 1993   | 19 febbraio 1995  |
| 3  | 1F03                 | 5         | Marge in fuga                     | Marge on the Lam                                                             | 13 ottobre 1993   | 12 febbraio 1995  |
| 7  | 1F05                 | 7         | Il fanciullo interiore di Bart    | Bart's Inner Child                                                           | 11 novembre 1993  | 26 febbraio 1995  |
| 8  | 1F06                 | 8         | Finché la barca va...             | Boy-Scoutz N the Hood                                                        | 18 novembre 1993  | 5 marzo 1995      |
| 9  | 1F07                 | 11        | L'ultima tentazione di Homer      | The Last Temptation of Homer                                                 | 9 dicembre 1993   | 2 aprile 1995     |
| 10 | 1F08                 | 9         | $pringfield                       | $pringfield (Or, How I Learned to Stop Worrying and Love Legalized Gambling) | 16 dicembre 1993  | 19 marzo 1995     |
| 11 | 1F09                 | 10        | Homer il vigilante                | Homer the Vigilante                                                          | 6 gennaio 1994    | 26 marzo 1995     |
| 12 | 1F11                 | 17        | Bart diventa famoso               | Bart Gets Famous                                                             | 3 febbraio 1994   | 21 maggio 1995    |
| 13 | 1F10                 | 13        | Homer e Apu                       | Homer and Apu                                                                | 10 febbraio 1994  | 23 aprile 1995    |
| 14 | 1F12                 | 14        | Lisa contro Malibu Stacy          | Lisa vs. Malibu Stacy                                                        | 17 febbraio 1994  | 30 aprile 1995    |
| 15 | 1F13                 | 18        | Homer nello spazio profondo       | Deep Space Homer                                                             | 24 febbraio 1994  | 28 maggio 1995    |
| 16 | 1F14                 | 19        | Homer ama Flanders                | Homer Loves Flanders                                                         | 17 marzo 1994     | 30 settembre 1995 |
| 17 | 1F15                 | 20        | Bart vince un elefante            | Bart Gets an Elephant                                                        | 31 marzo 1994     | 7 ottobre 1995    |
| 18 | 1F16                 | 21        | L'erede di Burns                  | Burns' Heir                                                                  | 14 aprile 1994    | 14 ottobre 1995   |
| 19 | 1F18                 | 12        | Il direttore in grigioverde       | Sweet Seymour Skinner's Baadasssss Song                                      | 28 aprile 1994    | 16 aprile 1995    |
| 20 | 1F19                 | 16        | Il ragazzo che sapeva troppo      | The Boy Who Knew Too Much                                                    | 5 maggio 1994     | 14 maggio 1995    |
| 21 | 1F21                 | 15        | L'amante di Lady Bouvier          | Lady Bouvier's Lover                                                         | 12 maggio 1994    | 7 maggio 1995     |
| 22 | 1F20                 | 22        | I segreti di un matrimonio felice | Secrets of a Successful Marriage                                             | 19 maggio 1994    | 21 ottobre 1995   |

## Il quartetto vocale di Homer
- Sceneggiatura: Jeff Martin
- Regia: Matt Kirkland
- Messa in onda originale: 30 settembre 1993
- Messa in onda italiana: 4 dicembre 1994

Alla festa del baratto di Springfield, Bart e Lisa rimangono colpiti dalla presenza di un album musicale del gruppo I Re Acuti con Homer, Apu, Barney e Skinner raffigurati in copertina. Dopo aver chiesto spiegazioni al padre, Homer racconta loro la storia che avvenne nell'estate del 1985, quando lui, Skinner, il commissario Winchester e Apu si riunivano quotidianamente alla Taverna di Boe, dove cantavano il brano Addio mia bimba di Miami assistiti da Boe e Barney in quella che all'epoca era battezzata Moe's Cavern. Durante un'esibizione, i quattro vennero notati da Nigel, un manager, che, colpito dalla loro bravura, cercò di far intraprendere loro la scalata al successo. A farne le spese fu, però, Winchester, eliminato dal quartetto perché a detta sua avrebbe reso il gruppo simile ai Village People; dopo un casting infruttuoso, il suo posto venne preso da Barney. I fan accolsero malamente il cambio, ma dopo un primo spettacolo cambiarono parere. Il nome del gruppo diventò I Re Acuti (nella versione statunitense The Be Sharp). Con il singolo Bimba a bordo, composto da Homer, in breve tempo il gruppo ottenne un grande successo, esibendosi in concerti in tutto il mondo e vincendo un Grammy Award. Raggiunto l'apice del successo, però, il gruppo iniziò ad attraversare un momento difficile, a causa dell'evoluzione delle varie personalità del gruppo; comprendendo di non essere più di moda, i quattro decisero di separarsi e di ritornare alle loro attività. Dopo aver raccontato questa storia, Homer decide di richiamare gli altri componenti del gruppo per un ultimo concerto sul tetto del bar di Boe (parodia di quello dei Beatles sul tetto della Apple Records), richiamando l'attenzione dei passanti.
- Guest star: George Harrison (voce di se stesso), David Crosby (voce di se stesso), James Campbell (voce di se stesso), George Economou (voce di se stesso), Shelby Grimm (voce di se stesso), Dan Jordan (voce di se stesso)
- Frase alla lavagna: Non vincerò mai un Emmy
- Gag del divano: i Simpson, prima di arrivare sul divano, si scontrano e vanno in mille pezzi e il piccolo aiutante di Babbo Natale guarda i resti sul pavimento. Successivamente i Simpson arrivano sul divano e si uniscono in un unico essere a cinque teste. Infine, prima di arrivare sul divano, i vari componenti della famiglia si scontrano ed esplodono e sul punto dell'esplosione rimane una macchia di bruciato.

## Il promontorio della paura
- Sceneggiatura: John Vitti
- Regia: Rich Moore
- Messa in onda originale: 7 ottobre 1993
- Messa in onda italiana: 11 dicembre 1994

Bob viene rilasciato e cerca subito Bart per ottenere la sua vendetta. L'FBI decide allora di inserire la famiglia nel programma di protezione testimoni, cambiando il nome della famiglia in Thompson e facendoli trasferire a Terror Lake. Bob riesce lo stesso a trovarli e, dopo aver legato tutta la famiglia, sta per uccidere Bart il quale, come ultimo desiderio, gli chiede di cantare l'intero spartito di H.M.S. Pinafore. Il criminale accetta e canta talmente a lungo che la polizia riesce a trovarlo e arrestarlo. I Simpson possono così tornare alla loro vita tranquilla.
- Guest star: Kelsey Grammer (voce di Telespalla Bob Terwilliger)
- Frase alla lavagna: La friggitrice della mensa non è un giocattolo
- Gag del divano: i Simpson anziché sedersi sul divano iniziano a ballare venendo raggiunti da ballerine, animali da circo, trapezisti, giocolieri, mangiatori di fuoco, illusionisti. La scena si sposta poi dal salotto a un palco da teatro, mentre in sottofondo la sigla viene sostituita da una musica da circo.

## Homer va all'università
- Sceneggiatura: Conan O'Brien
- Regia: Jim Reardon
- Messa in onda originale: 14 ottobre 1993
- Messa in onda italiana: 5 febbraio 1995

Homer fallisce un test di idoneità alla centrale nucleare, perciò deve andare a studiare fisica nucleare all'università, grazie all'aiuto di Burns che riesce a farlo accettare alla Springfield University.
A lezione Homer rischia di provocare una fusione, perciò il rettore gli affida tre tutori, che sono dei "secchioni", a cui insegna come divertirsi e fare scherzi e in questo modo provoca la loro espulsione. Sentendosi in colpa, Homer decide di ospitarli a casa sua, ma questo provoca le ire, per vari motivi, di Marge, Bart e Lisa. A questo punto egli decide di far riammettere i tre all'università facendo in modo che salvino la vita al rettore. Il piano fallisce, ma il rettore è così comprensivo da accettare la riammissione dei "secchioni". Alla fine del semestre Homer non riesce a passare l'esame, ma i suoi tre amici riescono a cambiargli il voto tramite il computer e riesce a ottenere l'idoneità alla centrale. Marge però lo obbliga a rifare il corso per dare un esempio ai figli.
- Guest star: assente
- Frase alla lavagna: assente
- Gag del divano: i Simpson, subito dopo essersi seduti sul divano, vengono schiacciati da un piede.

## L'orsetto del cuore
- Sceneggiatura: John Swartzwelder
- Regia: Wesley Archer
- Messa in onda originale: 21 ottobre 1993
- Messa in onda italiana: 29 gennaio 1995

È il giorno del compleanno di Burns, ma non sembra essere felice in quanto sente la mancanza del suo orsetto Bobo, un giocattolo abbandonato da bambino per avere una vita di ricchezze.
Dopo una serie di eventi, l'orsetto viene ritrovato da Maggie e nasce una forte disputa tra i due pretendenti all'orsetto per averlo con sé. 
- Guest star: i Ramones (voci di se stessi)
- Frase alla lavagna: assente
- Gag del divano: i Simpson, dopo essere entrati a casa, trovano sul divano una copia di loro stessi.

## La paura fa novanta IV
- Sceneggiatura: Conan O'Brien, Bill Oakley, Josh Weinstein, Greg Daniels, Dan McGrath, Bill Canterbury
- Regia: David Silverman
- Messa in onda originale: 28 ottobre 1993
- Messa in onda italiana: 19 febbraio 1995

L'episodio consiste in tre storie di Halloween presentate da Bart in una galleria piena di parodie di quadri famosi con i Simpson come soggetti.
- Il diavolo e Homer Simpson (The Devil and Homer Simpson)
Homer vende la sua anima al diavolo (Ned Flanders) per una ciambella e la ottiene, ma si lascia sfuggire un dettaglio: sarà dannato appena avrà finito di mangiare il dolce ricevuto e così Homer ne lascia un pezzetto in frigo per tener cara la vita. Non resistendo alla sua ingordigia divora anche quel poco che era avanzato e viene trascinato da Ned all'inferno e torturato fino al giorno del processo in tribunale. Tale giorno, siccome ha dato l'anima a Marge il giorno delle sue nozze con lei, ottiene la libertà e il diavolo è costretto a rinunciare, ma come ripicca trasforma la testa di Homer in un'enorme ciambella.
- Terrore a cinque piedi e mezzo (Terror at 5½ Feet)
Bart è terrorizzato da un gremlin che cerca di distruggere lo scuolabus. Tutti i suoi compagni e i docenti, nonostante le sue continue affermazioni di averlo visto, non gli credono e il bambino, creduto pazzo, alla fine viene portato in manicomio. Là riceve di nuovo la visita del mostriciattolo che lo saluta con la testa mozzata di Ned.
- Dracula di Bart Simpson (Bart Simpson's Dracula)
La famiglia Simpson si reca in Pennsylvania per assistere a una cena organizzata dal signor Burns alla sua reggia. Una volta giunti a destinazione, Bart e Lisa scoprono fin da subito che Burns è un vampiro una volta raggiunta la cripta, ma vengono attaccati dai vampiri e Bart ha la peggio. Vampirizzato da Burns, Bart infetta tutti i suoi compagni e va alla ricerca di Lisa, alla quale tenta di succhiarle il sangue, ma non ci riesce. Homer sotto consiglio della figlia e di Abraham apre la bara del suo capo e gli infilza il paletto di frassino nel cuore e lo uccide. Alla fine si scopre che Burns non è il capo vampiro ma si rivela essere Marge, vampirizzata come il resto dei Simpson, escluso Lisa.
- Guest star: assente
- Frase alla lavagna: assente
- Gag del divano: i Simpson sono degli zombi e si siedono sul divano. Sul quadro appeso alle loro spalle viene rappresentata una nave che affonda circondata da squali.

## Marge in fuga
- Sceneggiatura: Bill Canterbury
- Regia: Matt Kirkland
- Messa in onda originale: 4 novembre 1993
- Messa in onda italiana: 12 febbraio 1995

Homer promette a Marge di accompagnarla a vedere il balletto, ma alla centrale nucleare rimane incastrato con le braccia dentro due distributori automatici mentre cercava di rubare da bere e da mangiare.
Allora, scoperta questa notizia, Marge decide di andare con Ruth Powers, la sua nuova vicina, passando una bella serata e divertendosi molto. Per ricambiare il favore, Ruth decide di invitare fuori Marge la sera successiva, ma scopre durante la serata che la sua nuova amica ha rubato la macchina con la quale stavano viaggiando ed entrambe si ritrovano inseguite dalla volante della polizia, vivendo un'avventura stile Thelma & Louise.
- Guest star: George Fenneman (voce narrante), Pamela Reed (voce di Ruth Powers)
- Frase alla lavagna: assente
- Gag del divano: i Simpson correndo si scontrano con un muro dipinto che rappresenta il loro salotto e sulla parete lasciano i loro profili.

## Il fanciullo interiore di Bart
- Sceneggiatura: George Meyer
- Regia: Bob Anderson
- Messa in onda originale: 11 novembre 1993
- Messa in onda italiana: 26 febbraio 1995

Homer legge un annuncio sul giornale per un trampolino in regalo da parte di Krusty e vuole subito prenderlo. I bambini adorano il nuovo gioco e tutto il vicinato inizia a usarlo. Marge, però, non è convinta fin dall'inizio dell’idea e le sue preoccupazioni trovano conferme quando i bambini iniziano a farsi male. Alla fine, Homer decide di liberarsi del trampolino, seppur con molte difficoltà; pur ammettendo di aver sbagliato a prenderlo, tuttavia, accusa Marge di non sapersi divertire. Marge, arrabbiata, decide di andare per un po' dalle sue sorelle Patty e Selma, che per cercare di aiutarla le mostrano il canale TV di Brad Goodman, il guru dell’autostima, che promuove una terapia per trattare i disturbi interiori delle persone. Marge si procura il video di Goodman e lo guarda con Homer; il rapporto tra i due coniugi pare migliorare, al punto che quando il guru giunge a Springfield per un seminario decidono di portarci tutta la famiglia, nella speranza che questo giovi ai comportamenti disinibiti di Bart. Incredibilmente, però, Goodman indica Bart come esempio da seguire per assecondare il proprio "fanciullo interiore". Così, tutti i cittadini iniziano a seguire ciecamente alla lettera gli insegnamenti del guru e imitano Bart, dando sfogo al proprio io represso, ma per questo Bart, copiato da tutti, non si sente più unico come prima.
Viene perfino indetta una giornata di festa che segue il principio del "fai quello che credi", ma il tutto degenera nel caos quando le conseguenze del comportamento irresponsabile diffuso tra la gente durante i preparativi dei festeggiamenti si manifestano.
Alla fine tutto torna come prima.
- Guest star: James Brown (voce di se stesso), Albert Brooks (voce di Brad Goodman)
- Frase alla lavagna: assente
- Gag del divano: i Simpson trovano una persona obesa seduta sul divano e, stringendosi, riescono a sedersi anche loro.

## Finché la barca va...
- Sceneggiatura: Dan McGrath
- Regia: Jeffrey Lynch
- Messa in onda originale: 18 novembre 1993
- Messa in onda italiana: 4 marzo 1995

Bart e Milhouse trovano 20 $ per strada e decidono di spenderli comprando uno Slurp solo di sciroppo. Risvegliatosi dopo la sbornia causata dall'alto tasso di zuccheri, Bart scopre di essersi iscritto per sbaglio ai Junior Scout, capeggiati da Ned. 
All'inizio il ragazzo è restio a partecipare, ma alla fine si appassiona alla sua nuova attività. Durante una gita padri e figli di canottaggio sul fiume, però, Homer e Bart, insieme a Ned e Rodd Flanders, si perdono nell'oceano e sembra la fine per loro. Improvvisamente Homer sente odore di hamburger proveniente da un Krusty Burger posto su una stazione petrolifera e riesce a salvare tutti.
- Guest star: Ernest Borgnine (voce di se stesso)
- Frase alla lavagna: assente
- Gag del divano: cinque coppie d'occhi arrivano nel buio davanti al divano e subito dopo i Simpson, entrando di corsa, si siedono sul divano e mettono gli occhi al loro posto allungando le teste.

## L'ultima tentazione di Homer
- Sceneggiatura: Frank Mula
- Regia: Carlos Baeza
- Messa in onda originale: 9 dicembre 1993
- Messa in onda italiana: 1º aprile 1995

A causa di alcuni licenziamenti, della scarsità di personale e delle violazioni delle leggi dei lavoratori, alla centrale arriva una nuova impiegata, Mindy Simmons, e Homer si innamora subito di lei per via dei suoi gusti e comportamenti molto simili ai suoi, come mangiare molte ciambelle, bere birra e guardare sempre la TV. Quando i due devono andare per un convegno di lavoro a Capitol City, Homer si sente fortemente in colpa nei confronti di Marge e decide di non iniziare una eventuale relazione che sarebbe stata accettata dalla collega.
Nel frattempo Bart, per correggere alcuni difetti fisici, è costretto a vestirsi da "secchione" per un paio di settimane, con tanto di occhiali e di scarpe ortopediche.
- Guest star: Michelle Pfeiffer (voce di Mindy Simmons), Valeria Marini (voce di Mindy Simmons nella versione italiana)
- Frase alla lavagna: Troppo lavoro e niente divertimento rendono Bart un ragazzo noioso
- Gag del divano: i Simpson, dopo essersi seduti, scoprono di essere nello studio di David Letterman, che si gira guardandoli.

## $pringfield
- Sceneggiatura: Bill Oakley e Josh Weinstein
- Regia: Wesley Archer
- Messa in onda originale: 16 dicembre 1993
- Messa in onda italiana: 18 marzo 1995

A Springfield c'è una forte crisi economica e i cittadini decidono, nell'intento di risollevarla, di legalizzare il gioco d'azzardo, in modo da avere nuove entrate. Burns decide di aprire un casinò dove Homer viene assunto come mazziere di blackjack mentre Bart decide di aprire un casinò nella sua casa sull'albero. 
Anche Marge si fa contagiare dalla febbre del gioco e diventa schiava delle slot machine, impedendo così di poter mantenere una promessa fatta a Lisa. Alla fine Homer riuscirà a farla tornare in sé.
- Guest star: Gerry Cooney (voce di se stesso), Robert Goulet (voce di se stesso)
- Frase alla lavagna: Non dirò "Springfield" solo per suscitare applausi
- Gag del divano: i Simpson, prima di arrivare sul divano, si scontrano e vanno in mille pezzi e il piccolo aiutante di Babbo Natale guarda i resti sul pavimento.

## Homer il vigilante
- Sceneggiatura: John Swartzwelder
- Regia: Jim Reardon
- Messa in onda originale: 6 gennaio 1994
- Messa in onda italiana: 25 marzo 1995

Ad Evergreen Terrace si aggira il misterioso "Ladro felino", che deruba tutti lasciando anche il proprio biglietto da visita. Homer, vedendo che Lisa è triste per via del furto del suo amato sassofono, decide di ritrovarlo. I suoi sforzi hanno successo, perciò insieme ad altri cittadini decide di organizzare ronde cittadine, in quanto l'incompetenza della polizia non permette di arrestare il ladro. Il potere però dà alla testa a Homer e il suo gruppo di vigilanza commette più reati di quanti riesca a prevenirne. Intanto, il "Ladro felino" dichiara pubblicamente di voler rubare un gioiello situato in un museo e riesce nel suo intento a causa della distrazione di Homer. Abe gli dà manforte intuendo che il ladro è un suo amico nella casa di riposo, Molloy.
Egli restituisce il mal tolto a tutti e viene incarcerato; a quel punto, rivela ai cittadini di aver nascosto il suo tesoro sotto un albero, scatenando tra loro una folle gara per accaparrarselo. Alla fine, in realtà, scoprono con amara sorpresa che tale tesoro non esiste ed era solo un diversivo per poter permettere a Molloy di fuggire dalla prigionia.
- Guest star: Sam Neill (voce di Molloy)
- Frase alla lavagna: Non sono autorizzato a licenziare i supplenti
- Gag del divano: i Simpson, prima di arrivare sul divano, si scontrano ed esplodono e sul punto dell'esplosione rimane una macchia di bruciato.

## Bart diventa famoso
- Sceneggiatura: John Swartzwelder
- Regia: Susie Dietter
- Messa in onda originale: 3 febbraio 1994
- Messa in onda italiana: 20 maggio 1995

Bart, annoiato per via dell'ennesima gita alla fabbrica di scatole, decide di scappare e si intrufola negli studi televisivi di Krusty, dove viene assunto come assistente del pagliaccio. All'inizio è molto eccitato all'idea di lavorare nello show business, ma scopre presto che questo è un lavoro molto difficile e ingrato per via dei tanti vizi e capricci di Krusty.
Un bel giorno, concede finalmente a Bart di recitare come comparsa in uno sketch in diretta, ma il ragazzino finisce per distruggere accidentalmente tutto il set e, in mezzo alle macerie, riesce a dire solo: "Non sono stato io!". La frase, inaspettatamente, suscita l’ilarità del pubblico e in breve tempo Bart diventa una celebrità, partecipando anche al Conan O'Brien Show. Bart però inizia a non sopportare il fatto di essere conosciuto solo per un’unica gag; rimarrà comunque rattristato nel vedere svanire d’improvviso la sua fama, capendo che i fenomeni televisivi come lui hanno una durata davvero minima.
- Guest star: Conan O'Brien (voce di se stesso), MC Hammer (voce di se stesso)
- Frase alla lavagna: I miei compiti non sono stati rubati da un uomo mutilato ad un braccio
- Gag del divano: i Simpson arrivano sul divano e si uniscono in un unico essere a cinque teste.

## Homer e Apu
- Sceneggiatura: Greg Daniels
- Regia: Mark Kirkland
- Messa in onda originale: 10 febbraio 1994
- Messa in onda italiana: 22 aprile 1995

Homer subisce un avvelenamento da cibo scaduto dopo aver mangiato della carne del Jet Market e per questo motivo Apu viene licenziato dalla compagnia, che decide di sostituirlo con James Woods. Sentendosi in colpa per quanto è successo, Homer decide di ospitare Apu a casa sua finché non trova un nuovo lavoro e Apu, per scusarsi di quanto è accaduto, decide di aiutare i Simpson nelle faccende di casa. Sembra andare tutto bene, ma in realtà Apu è triste perché vuole riavere il suo lavoro al Jet Market, così Homer decide di accompagnarlo in India, alla sede principale, per aiutarlo nel suo intento.
- Guest star: James Woods (voce di se stesso), Michael Carrington (voce del comico)
- Frase alla lavagna: Starò alla larga dalla tartaruga dell'asilo
- Gag del divano: i Simpson sbucano dietro al divano uno alla volta, mentre Maggie esce fuori dal cuscino centrale.

## Lisa contro Malibu Stacy
- Sceneggiatura: Bill Oakley e Josh Weinstein
- Regia: Jeffrey Lynch
- Messa in onda originale: 17 febbraio 1994
- Messa in onda italiana: 29 aprile 1995

Lisa compra la prima Malibu Stacy parlante, ma sente subito frasi sessiste uscire dalla bambola. Allora va a protestare alla fabbrica, ma viene quasi subito cacciata via. Dopo chiede aiuto al più grande collezionista mondiale di Malibu Stacy nel mondo, Smithers, per contattare la creatrice della bambola e convincerla a creare una nuova bambola.
Lisa scopre così che la creatrice di Malibu Stacy, Stacy Lovell, è fuori dalla direzione della sua azienda da almeno 30 anni. Insieme creano una bambola con "la saggezza di Hillary Clinton", che viene chiamata "Lisa Cuordileone" ("Lisa Lionheart"). La bambola viene messa in commercio, ma l'azienda produttrice di Malibu Stacy ne fabbrica una uguale a quella precedente con un nuovo cappellino e così "Lisa Cuordileone" viene subito dimenticata. Solo una bambina la prende e, tirando la cordicella, sente la voce di Lisa che dice "Credi in te stessa e otterrai quello che vuoi". Lisa è soddisfatta perché comunque ha fatto breccia nel cuore di una bambina.
- Guest star: Kathleen Turner (voce di Stacy Lovell), Leo Gullotta (voce di Stacy Lovell nella versione italiana)
- Frase alla lavagna: assente
- Gag del divano: i Simpson, subito dopo essersi seduti sul divano, vengono schiacciati da un piede.

## Homer nello spazio profondo
- Sceneggiatura: David Mirkin
- Regia: Carlos Baeza
- Messa in onda originale: 24 febbraio 1994
- Messa in onda italiana: 27 maggio 1995

La NASA scopre che la popolarità delle missioni spaziali è in netto calo, perciò decide di reclutare nuovi astronauti tra la gente comune in modo da poter alzare gli indici di ascolto delle nuove missioni. I due candidati principali per il programma sono Homer e Barney, in quanto rappresentano al meglio il concetto di gente comune, e la NASA potrà scegliere soltanto uno di loro. I due iniziano il proprio addestramento, con Barney che, smettendo di bere, si dimostra molto più in forma di Homer; alla fine, infatti, è lui ad essere scelto per la missione, ma durante il brindisi di congratulazioni ridiviene alcoolizzato dopo aver bevuto dello champagne, perciò Homer prenderà il suo posto. Tutta la famiglia Simpson va in Florida per assistere alla missione di Homer nello spazio, insieme a Buzz Aldrin e Taylor. 
Dopo un avvio senza particolari intoppi, però, Homer apre un pacco di patatine in assenza di gravità e, nel cercare di mangiarle fluttuando per la navicella, impatta con una teca che contiene una colonia di formiche, frantumandola e scatenando così il panico tra i membri dell'equipaggio. La situazione precipita ulteriormente a seguito della rottura della maniglia del portellone in vista del rientro in atmosfera, ma Homer riesce a chiuderla in maniera fortuita con una barra inanimata di carbonio, che arrivati a terra viene portata in trionfo al posto suo.
- Guest star: Buzz Aldrin (voce di se stesso), James Taylor (voce di se stesso)
- Frase alla lavagna: assente
- Gag del divano: i Simpson trovano una persona obesa seduta sul divano e, stringendosi, riescono a sedersi anche loro.
- Note: Quest'episodio è stato spesso citato in altri episodi. In l'uomo che diventò cena della ventiseiesima stagiona ad esempio viene ricreata la scena delle patatine a gravità 0 ma con Bart, Lisa e Maggie che rubano le patatine a Homer

## Homer ama Flanders
- Sceneggiatura: David Richardson
- Regia: Wesley Archer
- Messa in onda originale: 17 marzo 1994
- Messa in onda italiana: 29 settembre 1995

Dopo che Ned regala a Homer un biglietto per un'importante partita di football, i due diventano inseparabili amici e grazie ai consigli del vicino Homer diventa estremamente popolare e viene visto con occhi diversi dall'intera comunità.
Homer, tuttavia, diventa troppo assillante e Ned non riesce più a sopportare la sua presenza, perdendo la ragione; inoltre, per via di una serie di circostanze di cui è quasi sempre responsabile Homer, Ned viene additato come un alcolizzato egoista. Quando però Flanders viene accusato dai concittadini durante la messa, Homer sarà l'unico che prenderà coraggiosamente le sue difese convincendo tutti a dargli una seconda possibilità. Ned capisce quanto è sincero Homer e gli chiede scusa per i suoi comportamenti. 
- Guest star: assente
- Frase alla lavagna: Non sono simpaticamente birichino
- Gag del divano: i Simpson, trovando due divani uguali in salotto e non sapendo su quali sedersi, si dividono a metà e si siedono su entrambi i divani.

## Bart vince un elefante
- Sceneggiatura: John Swartzwelder
- Regia: Jim Reardon
- Messa in onda originale: 31 marzo 1994
- Messa in onda italiana: 6 ottobre 1995

Quando Marge vede mutande e panini ammuffiti in casa, sprona la famiglia Simpson a fare pulizie. Durante le pulizie Bart ascolta un programma alla radio in cui si possono vincere 10000 $ o un elefante. Bart vince e sceglie come premio l'elefante.
Inizialmente i DJ della radio confessano a Bart di non possedere un elefante e lo cacciano via, ma poi, di fronte alla minaccia del licenziamento, sono costretti a consegnargli un elefante, che Bart chiama Zampone. La famiglia Simpson si ritrova costretta suo malgrado ad accudire Zampone, che porta in casa problemi a causa della stazza, e quindi deve decidere se venderlo a un commerciante di avorio in cambio di soldi o di portarlo alla riserva naturale di Springfield gratuitamente.
Alla fine Homer, convinto dai figli, nonostante fosse stato appena salvato dallo sprofondamento in un pozzo di catrame, decide di mandarlo nella riserva naturale di Springfield.
- Guest star: assente
- Frase alla lavagna: Meglio lasciare il trapianto d'organi ai professionisti
- Gag del divano: cinque coppie d'occhi arrivano nel buio davanti al divano e subito dopo i Simpson, entrando di corsa, si siedono sul divano e mettono gli occhi al loro posto allungando le teste.

## L'erede di Burns
- Sceneggiatura: Jace Richdale
- Regia: Mark Kirkland
- Messa in onda originale: 14 aprile 1994
- Messa in onda italiana: 14 ottobre 1995

Burns, dopo essere quasi affogato nella vasca da bagno in assenza di Waylon Smithers, capisce di essere avanti con gli anni e decide di cercare un erede per tutte le sue fortune.
Si presentano tutti i bambini di Springfield per poter ricevere questo onore, ma Burns non ritiene idoneo nessuno, eccetto Bart che, dopo il fallimento della sua audizione, colpisce l'anziano imprenditore per il suo lato distruttivo e diventa l'erede designato. Burns, però, cerca in tutti i modi di isolarlo dalla sua famiglia, facendolo sentire molto solo. Un giorno, alla centrale nucleare, Burns cerca di convincere Bart a licenziare Homer, ma egli reagisce e, ribellandosi a Burns, decide di tornare dalla sua famiglia.
- Guest star: assente
- Frase alla lavagna: Il saluto alla bandiera non termina in "Ave Satana"
- Gag del divano: i Simpson rimbalzano come palle magiche nel salotto, ma una volta seduti sul divano ritornano normali.

## Il direttore in grigioverde
- Sceneggiatura: Bill Oakley e Josh Weinstein
- Regia: Bob Anderson
- Messa in onda originale: 28 aprile 1994
- Messa in onda italiana: 15 aprile 1995

Bart porta a scuola il suo cane per una ricerca e sembra ottenere il massimo voto. Ma quando chiude l'animale nel ripostiglio, questo entra nel condotto di ventilazione e inizia a provocare disordine a scuola. Per i vari disastri combinati dal cane, il Sovrintendente Chalmers decide di licenziare Skinner e Bart ne rimane dispiaciuto. 
Al suo posto arriva Ned Flanders, che subito perde il controllo della situazione abolendo le punizioni e facendo regnare il caos totale. Intanto Bart incontra Skinner e inizia a stringere una forte amicizia con lui, andando anche a cena fuori. Un giorno però Skinner decide di tornare nell'esercito e Bart capisce che la sua vita è molto peggiore senza avere Skinner come nemico. Bart cerca invano allora di convincere Chalmers a licenziare Ned, ma quando il sovrintendente sente Flanders iniziare la giornata con una preghiera caccia Ned e Skinner ritorna al suo lavoro, ritornando a essere nemico di Bart.
- Guest star: Gianfranco D'Angelo (voce del sovrintendente Chalmers nella versione italiana)
- Frase alla lavagna: Non commemorerò le pietre miliari insignificanti
- Gag del divano: i Simpson si siedono sul divano, ma subito dopo Homer stacca il logo della Fox presente sullo schermo e, insieme alla sua famiglia, inizia a pestarlo e a calpestarlo.

## Il ragazzo che sapeva troppo
- Sceneggiatura: John Swartzwelder
- Regia: Jeffrey Lynch
- Messa in onda originale: 5 maggio 1994
- Messa in onda italiana: 13 maggio 1995

Bart decide di marinare la scuola e si ritrova alla festa di compleanno di Freddy Quimby, nipote viziato del sindaco. Involontariamente, diventa testimone di un litigio tra Freddy e un cameriere francese, che in un primo momento sembra portare a una colluttazione dove il cameriere rimane ferito. 
Bart però ha visto tutto e conosce la verità. Egli potrebbe testimoniare al processo, dove il nipote del sindaco viene accusato di aver picchiato il cameriere, in modo da poterlo scagionare, ma così facendo permetterebbe al direttore Skinner di scoprire che ha saltato le lezioni. Alla fine decide di non mandare un innocente in carcere, anche se dovrà subire le punizioni del direttore.
- Guest star: assente
- Frase alla lavagna: Ci sono moltissimi business come lo show business
- Gag del divano: i Simpson, dopo essersi seduti, scoprono di essere nello studio di David Letterman, che si gira guardandoli.

## L'amante di Lady Bouvier
- Sceneggiatura: Bill Oakley e Josh Weinstein
- Regia: Wesley Archer
- Messa in onda originale: 12 maggio 1994
- Messa in onda italiana: 6 maggio 1995

Marge decide di far conoscere sua madre, Jacqueline, ad Abraham.
I due passano molto tempo insieme e alla fine Abe si innamora della donna, che però ha un altro corteggiatore: il signor Burns. Burns e Jacqueline si fidanzano e alla fine decidono di sposarsi. Abe, ancora scosso dalla delusione ricevuta, arriva alle nozze dei due e chiede a Jacqueline se vuole sposarlo. Lei rifiuta, ma quel punto rifiuta di sposare anche il signor Burns e decide di andarsene, lasciando lo sposo sull'altare. Nel frattempo Bart ruba 350 $ ad Homer, per comprare un rodovetro originale di "Grattachecca e Fichetto", ma verrà truffato. Riuscirà a estorcere la somma a Burns, per poi ridarli indietro ad Homer (che non si era accorto di nulla). 
- Guest star: assente
- Frase alla lavagna: Non ritrasmetterò le partite senza l'autorizzazione della Federazione Baseball
- Gag del divano: i Simpson, prima di arrivare sul divano, si scontrano e vanno in mille pezzi e il piccolo aiutante di Babbo Natale guarda i resti sul pavimento.

## I segreti di un matrimonio felice
- Sceneggiatura: Greg Daniels
- Regia: Carlos Baeza
- Messa in onda originale: 19 maggio 1994
- Messa in onda italiana: 20 ottobre 1995

Dopo che alcuni suoi amici lo hanno definito lento, Homer, cercando di smentire questa tesi, decide di andare a insegnare in un istituto dove si cerca di spiegare meglio vari aspetti della vita e a lui viene assegnato il compito di tenere un corso sul matrimonio. Le sue lezioni in realtà sono noiose e non interessano ai suoi alunni, fino a quando non inizia a raccontare i segreti più piccanti del suo matrimonio e in particolare quelli che riguardano Marge. Ovviamente quando lei lo scopre, cerca di impedire subito a Homer di raccontare le loro situazioni private.
- Guest star: assente
- Frase alla lavagna: Cinque giorni non sono troppi da aspettare per un fucile
- Gag del divano: i Simpson, prima di arrivare sul divano, si scontrano ed esplodono e sul punto dell'esplosione rimane una macchia di bruciato.